# インフルエンス
『インフルエンス』は、近藤史恵による日本のミステリ小説。『別册文藝春秋』（文藝春秋）2016年322号から2017年330号まで連載され、2017年11月27日に刊行された。さらに2020年1月4日に文庫本が刊行された。
2021年3月から橋本環奈主演でテレビドラマ化。

## 登場人物
友梨（ゆり）
里子（さとこ）
真帆（まほ）

## 書誌情報
- 近藤史恵 『インフルエンス』
  - 単行本：2017年11月27日発売、文藝春秋、ISBN 978-4-16-390758-1
  - 文庫本：2020年01月04日発売、文春文庫、ISBN 978-4-16-791622-0

## テレビドラマ
2021年3月20日からWOWOW『連続ドラマW』で毎週土曜 22時00分 - 23時00分に放送された。全5話。主演は橋本環奈。

### キャスト
戸塚友梨
演 - 橋本環奈(中年期 - )
東京の書店で働く女性。
坂崎真帆
演 - 葵わかな
友梨の親友。
日野里子
演 - 吉川愛(中年期-稲沢朋子)
友梨の幼なじみ。
夏目俊哉
演 - 白洲迅
捜査一課の刑事。
緒方歩
演 - 宮近海斗（Travis Japan / ジャニーズJr.）
友梨たちが通う高校の1学年上の不良であり、里子の恋人。
戸塚友梨（?）
演 - 大塚寧々
戸塚友梨と名乗る謎の女性。小説家の及川トモミに自分と友人2人と一緒に犯した殺人事件について小説を書いてほしいと依頼する。
岡尾直子
演 - 峯村リエ
及川トモミ
演 - 鈴木保奈美（高校時代：池田朱那）
小説家
依子
演 - 有田麗未（青年期：宮地尚子）
弁護士
演 - 真木恵未
書店店員
演 - しゅはまはるみ

### スタッフ
- 原作 - 近藤史恵 『インフルエンス』（文春文庫刊）
- 脚本 - 篠﨑絵里子
- 監督 - 水田成英、ヤング・ポール
- 音楽 - 林ゆうき、菅野みづき、奥野大樹
- チーフプロデューサー - 青木泰憲
- プロデューサー - 山田雅樹、中山ケイ子、大瀬花恵
- 製作 - WOWOW、FCC

### 放送日程
| 各話   | 放送日         | 監督           |
| ------ | -------------- | -------------- |
| 第1話  | 2021年 3月20日 | 水田成英       |
| 第2話  | 3月27日        | ヤング・ポール |
| 第3話  | 4月03日        | 水田成英       |
| 第4話  | 4月10日        | 水田成英       |
| 最終話 | 4月17日        | 水田成英       |

| WOWOW 連続ドラマW 土曜オリジナルドラマ                          | WOWOW 連続ドラマW 土曜オリジナルドラマ     | WOWOW 連続ドラマW 土曜オリジナルドラマ             |
| 前番組                                                          | 番組名                                     | 次番組                                             |
| --------------------------------------------------------------- | ------------------------------------------ | -------------------------------------------------- |
| コールドケース3 〜真実の扉〜 （2020年12月15日 - 2021年2月13日） | インフルエンス （2021年3月20日 - 4月17日） | 東野圭吾『さまよう刃』 （2021年5月15日 - 6月26日） |